# 田中亮 (動物学者)
田中 亮（たなか りょう、1907年（明治40年）8月15日 - 1993年（平成5年）5月25日）は日本の哺乳類学者。ネズミの研究で広く知られる。

## 経歴・人物
長野県上田市に生まれる。1930年（昭和5年）上田蚕糸専門学校を経て、1934年（昭和9年）台北帝国大学理農学部生物学科卒。同年4月から1946年（昭和21年）3月まで同大副手、助手を経て助教授となる。終戦後、国立台湾大学理学院副教授を経て帰国し、1947年（昭和22年）高知県立女子専門学校講師、のち教授。新制大学発足に伴い高知女子大学家政学部教授。1973年（昭和48年）3月定年退官を経て、同年5月7日に高知女子大学名誉教授となる。晩年は高知市に住んだ。
1943年、台北帝国大学より理学博士の学位を取得。学位論文の題は「台湾の平地に普通なる鼡類4種(Rattus,Apodemus,Mus)に関する変異統計学」。

## 著書
- 田中, 亮『ネズミの生態』古今書院 グローバル・シリーズ、1967年。 NCID BN07561023。

## 論文
- 国立情報学研究所収録論文 国立情報学研究所
- 青木文一郎,田中 亮 (1939-05-15). “臺灣産野鼠の生物統計學的研究(分類・分布學)”. 動物学雑誌 (社団法人日本動物学会) 51 (5):  321-322. ISSN 00445118. NAID 110004708107.
- 青木文一郎,立石新吉,田中 亮,古畑北雄 (1939-06-15). “懦良の解體所見(解剖學)”. 動物学雑誌 (社団法人日本動物学会) 51 (6):  372. ISSN 00445118. NAID 110004708128.
- 下泉重吉,山元孝吉,田中 亮,岸田久吉 (1953-04-15). “哺乳類の呼吸について(分類・動物地理・生態)”. 動物学雑誌 (社団法人日本動物学会) 62:  134-135. ISSN 00445118. NAID 110003361106.
- 田中亮,太田嘉四夫 (1954-04-15). “エゾヤチネズミ個体群におけるホームレンジとデリトリー(生態・動物地理)”. 動物学雑誌 (社団法人日本動物学会) 63:  93. ISSN 00445118. NAID 110003361319.
- 伊谷純一郎,田中亮,岸田久吉 (1954-04-15). “ニホンザルの群れ内における社会的成長過程に關する考察(生態・動物地理)”. 動物学雑誌 (社団法人日本動物学会) 63:  94. ISSN 00445118. NAID 110003361322.
- 河合雅雄,田中 亮 (1954-04-15). “カイウサギのテリトリーとグループ間の関係I(生態・動物地理)”. 動物学雑誌 (社団法人日本動物学会) 63:  95-96. ISSN 00445118. NAID 110003361327.
- 太田嘉四夫,田中亮,芳賀良一,徳田御稔,森主一,澄川精吾,前田弘,大羽滋 (1956-04-15). “綜合討論(心理学・生態学)”. 動物学雑誌 (社団法人日本動物学会) 65:  118. ISSN 00445118. NAID 110003361821.
- 野田一郎,小野泰正,大串竜一,鈴木正将,津田松苗,北沢右三,田中 亮 (1957-03-15). “綜合討論(生態学・生理学)”. 動物学雑誌 (社団法人日本動物学会) 66:  130. ISSN 00445118. NAID 110003362299.
- 森主一,太田嘉四夫,倉沢秀夫,田中亮,澄川精吾,山本護太郎 (1959-03-15). “綜合討論(生態)”. 動物学雑誌 (社団法人日本動物学会) 68:  99. ISSN 00445118. NAID 110003362927.
- 田中 亮 (1982-06-15). “1 ネズミ類の個体群密度推定研究における諸問題”. 衞生動物 (日本衛生動物学会) 33 (2):  169. ISSN 04247086. NAID 110003816196.

## 関連人物
- 青木文一郎：台北帝国大学での指導教員